# Moa Wallin
Anna Moa Linnea Wallin, född 9 augusti 1995 i Sala, är en svensk radio- och mediepersonlighet.  

## Biografi
Wallin utgjorde tillsammans med Christoffer Nyqvist, Albin Olsson och Charlotte Wandt redaktionen för satirprogrammet Tankesmedjan i P3. Hon har också medverkat i P3-klubben och kulturprogrammet Cyklopernas land på SVT.
Mellan åren 2018 och 2020 drev Wallin tillsammans med Bianca Meyer och Anna Björklund den medialt uppmärksammade podcasten Della Q. Podcasten lades ned på grund av interna konflikter. Efter att Della Q avslutats, startade hon i juni 2020 podcasten Mamma Moa.
Wallin har tidigare arbetat som redaktör för Breaking News med Filip och Fredrik och som panelmedlem i Big Brother på TV4. Från och med januari 2022 medverkar hon i den politiska talkshowen Druid & Zimmerman Show i Sveriges Radio.